# Tramvajová doprava v Čenstochové
Tramvajová doprava v Čenstochové je druhý nejmladší tramvajový systém v Polsku, provoz byl zde zahájen v roce 1959, ačkoliv první plány na zavedení tramvají ve městě lze datovat již do roku 1903. Tramvajový provoz zajišťuje podnik Miejskie Przedsiębiorstwo Komunikacyjne Sp. z o.o.

## Historie
První trať, otevřená 8. března 1959, měla délku 7,1 km, rozchod kolejí 1435 mm a vedla od dnešní ulice Jana Pavla II., přes nádraží v Rakowě do smyčky Kucelin. V červenci téhož roku následovala jednokolejná odbočka od nádraží do Starého Rakowa o délce 1,5 km, na které byl zastaven provoz v srpnu 1971. Několik měsíců předtím, v lednu 1971, byla prodloužena hlavní trať po ulici Armii Krajowej, k jejím dalším prodloužením došlo ještě v říjnu 1983 (do smyčky Kiedrzyńska) a v lednu 1984 do koncové smyčky Fieldorfa-Nila. V provozu zde byly dvě linky, č. 1 Fieldorfa-Nila – Kucelin a č. 2 Fieldorfa-Nila – Raków-Dvorzec PKP. Celková délka trati s krátkou odbočkou k rakowskému nádraží dosáhla 10,2 km, bylo zde 20 zastávek, jedna vozovna a čtyři smyčky.
V roce 2010 začala výstavba nového úseku přes Błeszno do Rakowa, který odbočuje ze stávající trati u zastávky Estakada a který měří 4,5 km. Smyčka se nachází u stadionu fotbalového klubu Raków Częstochowa. Trať byla zprovozněna 3. září 2012 a vede po ní nová linka č. 3 Fieldorfa-Nila – Stadion Raków. Celková délka sítě tak dosáhla 14,7 km.

## Vozový park
Zpočátku se vozový park v Čenstochové skládal ze 39 tramvají Konstal 4N a vlečných vozů Konstal 4ND. V roce 1971 zde již bylo 45 vozů včetně kloubového typu Konstal 102Na. V roce 1975 zakoupil dopravní podnik prvních osm vozů Konstal 105N, jejichž počet se postupně zvyšoval zároveň s vyřazováním starších typů. V roce 1986 byly vyřazeny poslední vozy typů 4N a 4ND, v roce 1994 totéž potkalo typ 102N.
V červnu 2009 vozový park tvořilo 48 vozů Konstal 105N let 1975–1990, které byly částečně modernizovány. Pro novou trať přes Błeszno bylo v roce 2012 zakoupeno sedm nových nízkopodlažních tramvají PESA Twist.
| Obrázek | Typ              | Roky výroby | Počet kusů                |
| ------- | ---------------- | ----------- | ------------------------- |
|         | Konstal 4N1+4ND1 | 1958,1955   | 1+1 (historická souprava) |
|         | Konstal 102Na    | 1971        | 1 (historický vůz)        |
|         | Konstal 105Na    | 1975–1990   | 25                        |
|         | Pesa 129Nb       | 2012        | 7                         |
|         | Pesa Twist II    | 2020        | 10                        |